# Giambologna
Giambologna, pseudonimo di Jean de Boulogne (Douai, 1529 – Firenze, 13 agosto 1608), è stato uno scultore fiammingo attivo in particolare a Firenze.

## Gli esordi
Nato a Douai, nelle Fiandre (oggi in Francia), nel 1529, svolse il suo apprendistato presso la bottega dello scultore Jacques du Broeucq, con il quale collaborò all'esecuzione della cantoria nella collegiata di Santa Waudu a Mons (oggi in Belgio). Questa prima fase dell'educazione artistica dello scultore era forse poco nota anche ai suoi principali biografi, Raffaello Borghini e Filippo Baldinucci, i quali attribuirono maggiore importanza al soggiorno di Giambologna a Roma, dove egli arrivò nel 1550 per studiare le statue antiche nelle collezioni private e le opere dei moderni, in particolare quelle di Michelangelo.
Secondo quanto riportato, l'artista vi rimase solo un paio d'anni, trascorsi in larga parte a esercitarsi realizzando numerosi modelli di terra e di cera; uno di questi sarebbe stato sottoposto proprio al giudizio di Michelangelo, il quale però oltre a non mostrare il suo apprezzamento, mortificò il giovane scultore fiammingo riplasmandone le forme. Questo aneddoto non è da considerarsi totalmente privo di fondamento perché, oltre a rivelare un'abitudine ricorrente nella produzione del Giambologna fin dai suoi esordi (l'abbozzatura di modelli anziché la più diffusa pratica del disegno nella progettazione delle opere), mette in evidenza quella che sarà una componente essenziale nello sviluppo del suo linguaggio, ossia il rapporto con il grande maestro fiorentino.
Egli forse non conobbe mai di persona Michelangelo, ma la sua arte lo impressionò a tal punto da spingerlo all'emulazione e in seguito al superamento dei suoi modelli; per il Giambologna, Michelangelo costituì sempre il termine di confronto con cui misurarsi e senza limitarsi alla passiva imitazione di schemi predefiniti. Nelle sue opere vi è una forte propensione alla tensione dinamica delle figure di chiara ispirazione michelangiolesca, ma Giambologna divenne il più importante scultore manierista a Firenze per l'originalità della sua produzione, fatta di statue di marmo e bronzi di grandi e piccole dimensioni, che seppero conquistare il gusto e l'apprezzamento di committenti esigenti, come erano quelli raccolti intorno alla corte medicea granducale.

## Il primo periodo fiorentino

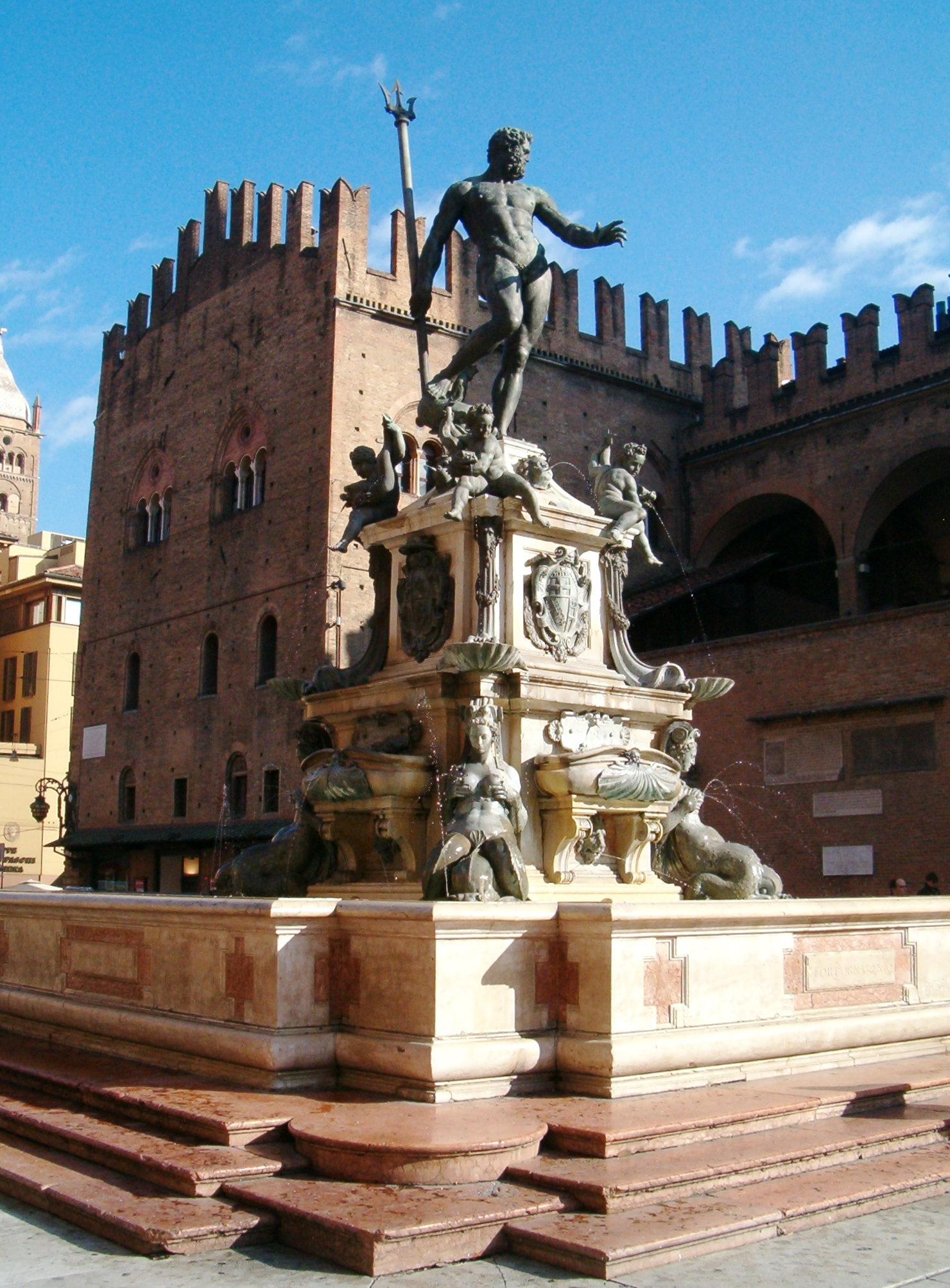
Fontana del Nettuno, Bologna

Nel 1552 Giambologna si trasferì a Firenze, trovando ospitalità e protezione nella casa di Bernardo Vecchietti, uomo colto, raffinato e grande collezionista, per il quale egli eseguì le sue prime opere fiorentine, tra cui una Venere in marmo andata perduta, ma della quale esiste un modellino in bronzo conservato al Museo Nazionale del Bargello, in cui si vede la dea inginocchiata nell'atto di asciugarsi.
L'amicizia con il nobile fiorentino fu decisiva per Giambologna perché fu proprio lui a introdurlo nella corte medicea, presentandolo al futuro granduca Francesco I. La sua ascesa fu comunque piuttosto lenta perché al momento del suo arrivo in città erano molte le personalità di spicco che si contendevano le committenze granducali: Baccio Bandinelli godeva del favore di Cosimo I e della moglie Eleonora di Toledo, e Benvenuto Cellini che conobbe il suo momento di massima gloria nel 1554, quando terminò il Perseo con la testa di Medusa, poi posto sotto le arcate della Loggia della Signoria.
Inizialmente quindi Giambologna dovette accontentarsi di commissioni non di primo piano: nel 1559 scolpì lo stemma mediceo posto sulla scalinata del Palagio di Parte Guelfa, che Giorgio Vasari stava ristrutturando in quel periodo e l'anno successivo realizzò un rilievo in alabastro destinato al principe Francesco, raffigurante l'Allegoria di Francesco I, oggi conservato al Museo del Prado a Madrid. Al 1560 risale anche il Bacco del Bargello, primo bronzo monumentale dell'artista eseguito per Lattanzio Cortesi, e nello stesso anno prese parte al concorso per la Fontana di Nettuno in piazza della Signoria indetto da Cosimo I, poi realizzata da Bartolomeo Ammannati. Pur consapevole di avere scarse probabilità di vittoria, Giambologna sapeva che si trattava di un'ottima occasione per mettere in luce le sue capacità e in effetti il suo modello venne giudicato molto positivamente.
A seguito dell'impresa, egli ricevette il primo incarico di prestigio da parte di Francesco I: il gruppo in marmo con Sansone e il filisteo, che negli anni settanta venne trasferito nel cortile del Casino di San Marco e posto su una fontana dotata di un piedistallo su cui si trovavano alcune scimmiette in bronzo (una delle quali conservata al Louvre di Parigi). L'opera riprende chiaramente i modelli michelangioleschi, per la forte tensione dinamica delle figure in lotta e la pluralità di vedute offerta dalla scultura. Mostra però anche la sua spiccata tendenza al naturalismo, che lo rese molto abile nella rappresentazione di animali, come quelli visibili nel verone del Bargello: un pavone, un tacchino e un gufo, provenienti dalla grotta della Villa Medicea di Castello.
Nei primi anni della sua attività per i Medici, Giambologna produsse anche sculture impiegate negli spettacoli pubblici; dal 1562 iniziò a percepire uno stipendio mensile e nel 1567 ottenne il permesso di allestire la propria bottega all'interno del secondo cortile di Palazzo Vecchio.
Nel 1563 Giambologna venne chiamato a Bologna per realizzare la figura del dio Nettuno da collocare sulla monumentale fontana di Piazza Nettuno, adiacente a Piazza Maggiore, progettata dall'architetto siciliano Tommaso Laureti, che rientrava nel programma di rinnovamento urbanistico voluto, per la città, da papa Pio IV e dal suo delegato Pierdonato Cesi. La statua poggia su di un alto basamento che accentua lo slancio e la dinamicità conferita al dio dallo scultore, che lo raffigurò con una mano stesa nell'atto di calmare le acque.
Rientrato a Firenze nel 1565, Giambologna venne incaricato di realizzare una scultura nell'ambito dei preparativi delle nozze tra Francesco I e Giovanna d'Austria: il gruppo raffigurante Firenze vittoriosa su Pisa, poi sistemata nel Salone dei Cinquecento in Palazzo Vecchio e infine trasferita al Museo del Bargello, dove si trova ancora oggi. Successivamente, fu incaricato di realizzare una statua in bronzo da porsi a coronamento della fontana lasciata incompiuta dal Tribolo, morto nel 1550, nel giardino delle Villa Medicea della Petraia, la cosiddetta Venere-Firenze (1570-71). 
Più o meno negli stessi anni, Giambologna completò anche un'altra fontana che il Tribolo non era riuscito a terminare per il Giardino di Boboli, utilizzando un enorme pezzo di marmo dal quale egli ricavò la statua raffigurante Oceano (1572-76), che presenta numerosi punti di contatto con quella del dio Nettuno di Bologna. In seguito egli scolpì anche la piccola Venere per la fontana posta al centro della Grotta del Buontalenti (1575) e l'enorme Appennino per il parco della Villa di Pratolino (entrambe ancora in loco). Nel 1582 eseguì il piccolo bronzo con Morgante a cavallo di un mostro marino, per la fontana del giardino pensile della Loggia della Signoria.

## Il Mercurio volante e i bronzetti

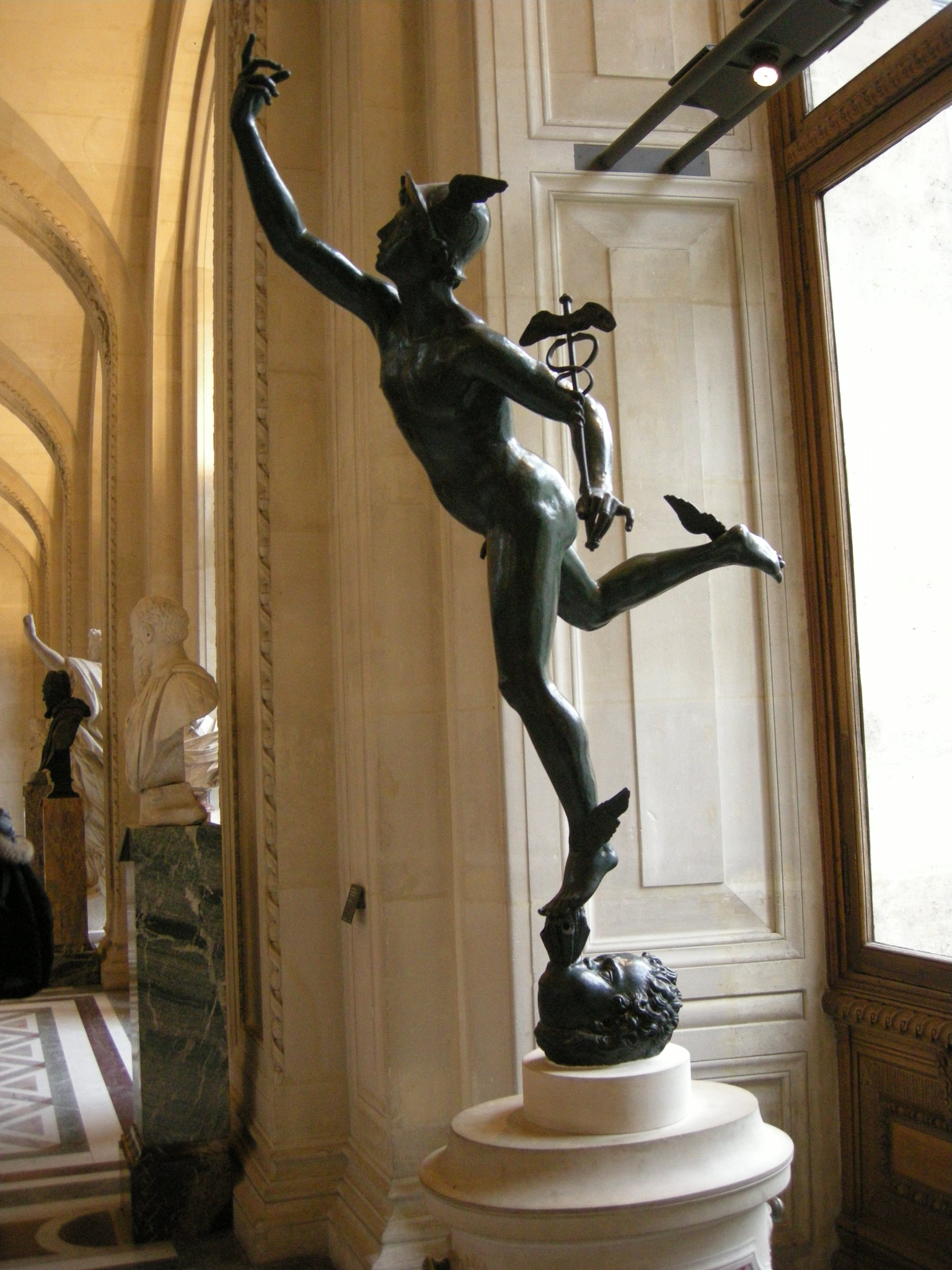
Mercurio volante, copia del Louvre

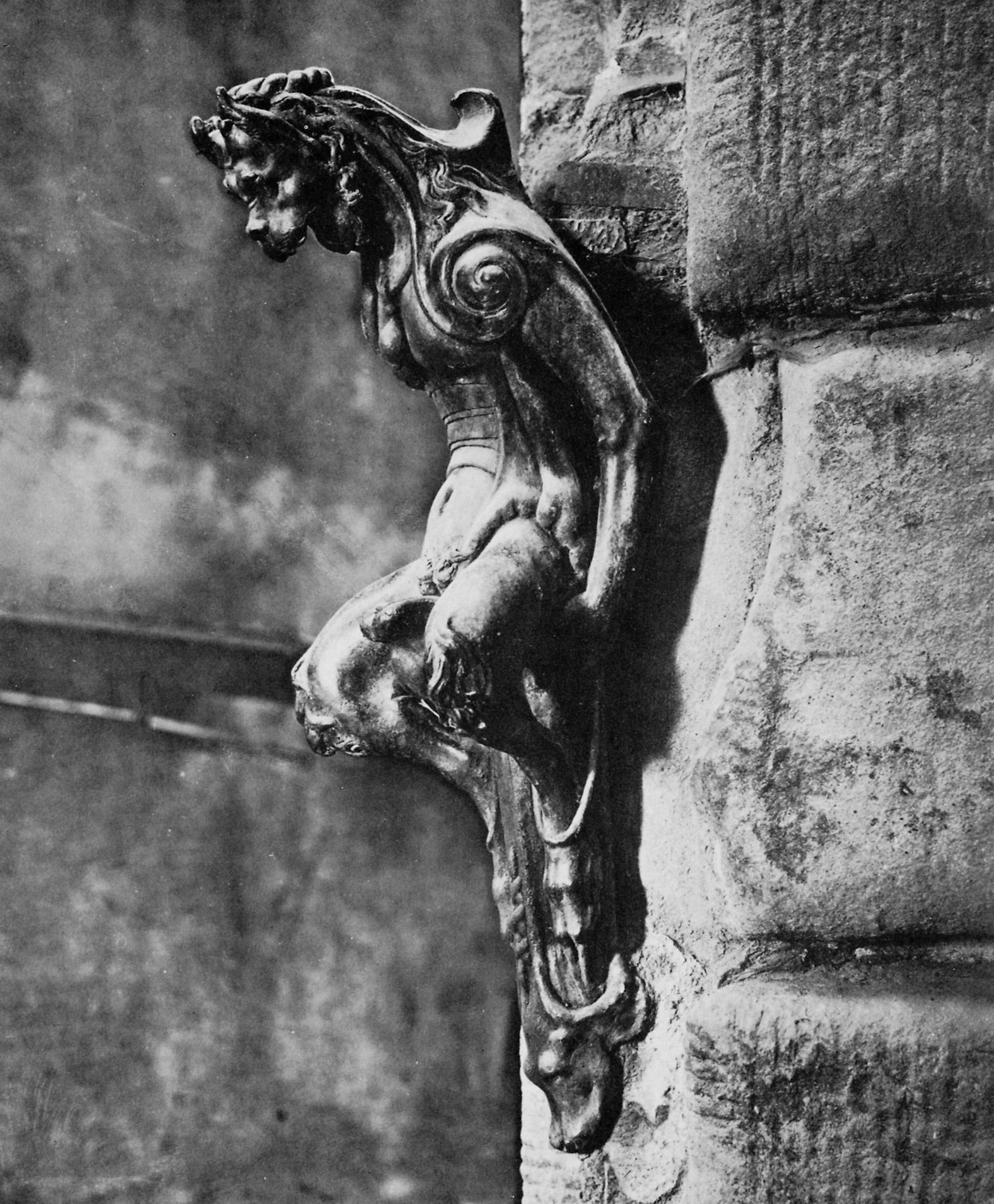
Bronzetto raffigurante il diavolo.

Mentre era ancora impegnato nei lavori per la fontana di piazza Maggiore il delegato papale Cesi richiese a Giambologna una statua da porre nel cortile dell'Archiginnasio, sede dell'antica e prestigiosa università bolognese; egli avrebbe dovuto eseguire un bronzo raffigurante il dio Mercurio con l'indice proteso verso il cielo, simbolo dell'origine divina del sapere, che sarebbe servito da monito per tutti gli studenti.
Il progetto non fu mai portato a compimento, ma Giambologna ne elaborò un modello conservato presso il Museo civico di Bologna, che costituisce solo il primo dei numerosi bronzi con il medesimo soggetto realizzati dall'artista, definito appunto Mercurio volante. Nelle versioni successive lo scultore trasformò Mercurio in una figura molto più dinamica e protesa verso l'alto, come pronta a spiccare il volo, conferendole una libertà di movimento e leggerezza inedite. Quando tornò a Firenze lo scultore lo propose certamente ai Medici, che entusiasti ne ordinarono subito uno da spedire all'imperatore Massimiliano II d'Asburgo, come dono diplomatico per le trattative ancora in corso delle nozze tra Francesco e Giovanna, sorella del sovrano.
Giambologna replicò con i due bronzetti conservati a Vienna e Dresda e nel 1580 fuse il Mercurio di grandi dimensioni oggi esposto al Bargello, originariamente destinato al loggiato della villa del cardinale Ferdinando dei Medici a coronamento di una fontana posta al centro di un magnifico complesso decorativo; l'unica variante rispetto agli esemplari precedenti è costituita dalla testa di Zefiro posta sotto un piede del dio e dalla quale esce un soffio di vento che lo sospinge verso l'alto, accentuandone il senso di immaterialità. Oltre alla fortunata invenzione del Mercurio volante, Giambologna acquisì immensa fama realizzando numerosi altri bronzetti per i collezionisti fiorentini dell'epoca; il suo primo mecenate, Bernardo Vecchietti doveva sicuramente possederne molti, donatigli in parte dallo scultore in cambio della sua protezione, ma intorno agli anni ottanta del Cinquecento si può dire che non ci fosse collezionista che non ambisse a possedere un'opera di Giambologna, soprattutto quelle di piccolo formato.
Lo sviluppo di questa tendenza a Firenze è in buona parte da ricondurre alle passioni artistiche del granduca Francesco I, che con la creazione di ambienti come lo Studiolo in Palazzo Vecchio e la Tribuna degli Uffizi, fornì nuovi criteri per l'esposizione delle opere, spingendo tutti i collezionisti a imitare la sua straordinaria raccolta. Nello Studiolo, oltre alle tavole dipinte che decoravano gli sportelli degli armadi pieni di ogni genere di cose, vi erano 8 nicchie contenenti figure di divinità in bronzo; Giambologna eseguì quella raffigurante Apollo (1573-75), dalla caratteristica posa serpentinata e stupendamente rifinita.
La collocazione della statuetta nella nicchia non costituiva ormai un impedimento alla pluralità di vedute in quanto Giambologna la dotò di una sorta di meccanismo che ne consentiva la rotazione. Per la Tribuna egli realizzò invece le sei Fatiche di Ercole (1576-1589), piccole sculture in argento non più esistenti (gli originali vennero rifusi per ricavarne il prezioso metallo), ma che ci sono note grazie ad alcuni modelli in bronzo conservati al Bargello.
Il Giambologna realizzò anche due bronzetti raffiguranti il diavolo, uno conservato a Firenze presso Palazzo Vecchietti (ora sul palazzo è presente una copia, l'originale è al Museo Bardini) e uno a Bologna, situato sull'angolo dell'ex Ospedale dei Bastardini.

## I capolavori della maturità

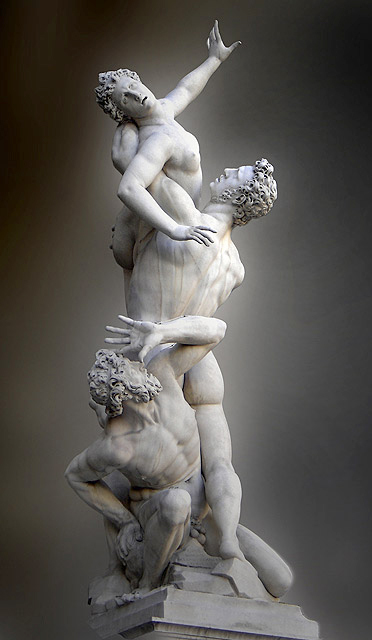
Ratto delle Sabine, Firenze, Loggia della Signoria

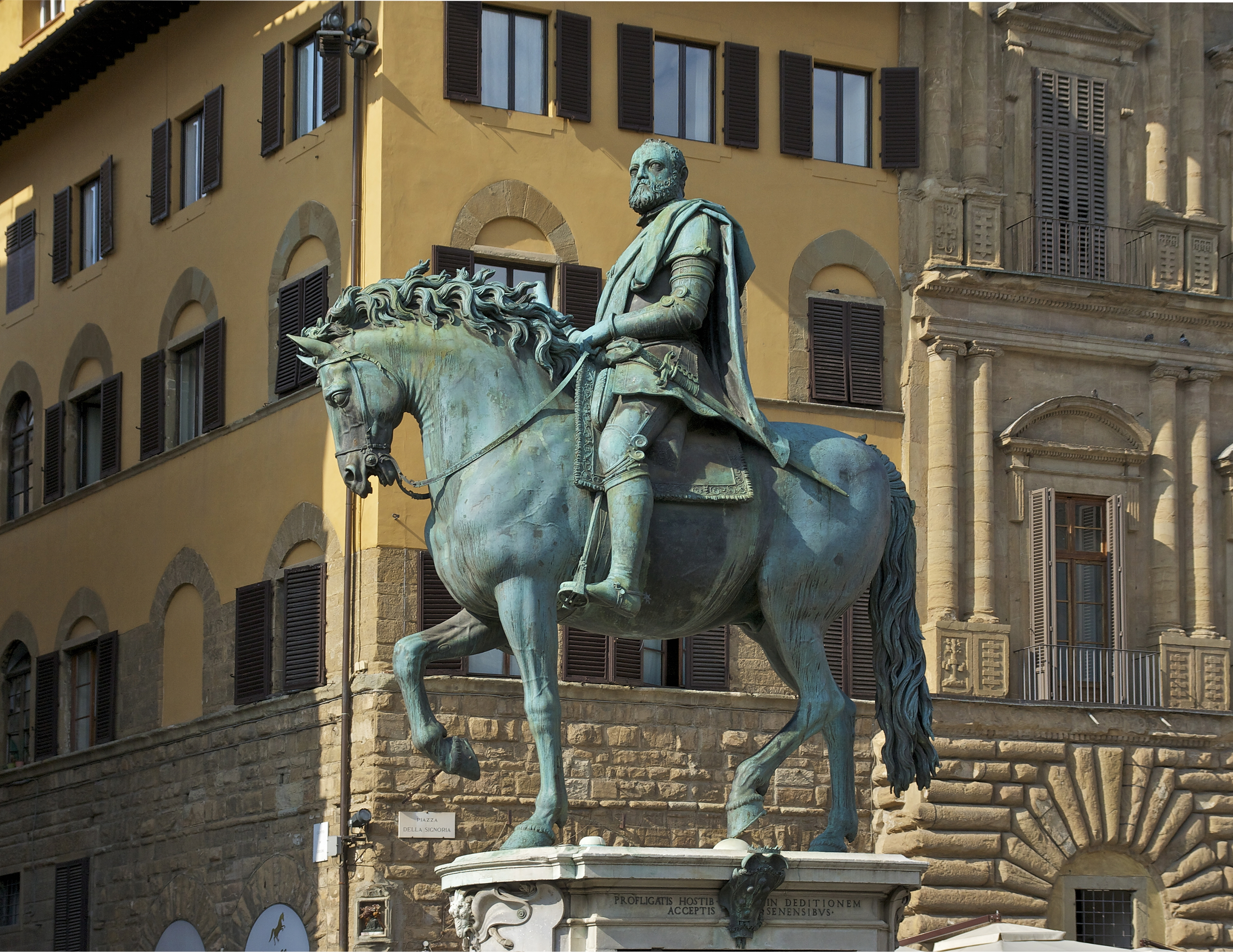
Monumento equestre al granduca Cosimo I, Firenze, Piazza della Signoria

L'opera di Giambologna più famosa a Firenze resta il cosiddetto Ratto delle Sabine (1583), che ancora oggi si trova sotto le arcate della Loggia della Signoria, davanti al gruppo marmoreo di Ercole e il Centauro Nesso (1594-1600), versione in scala monumentale di una delle storie di Ercole eseguita per la Tribuna.
Negli ultimi anni della sua carriera lo scultore fu impegnato nella complessa realizzazione di monumenti equestri, considerato da sempre uno dei soggetti attraverso il quale lo scultore poteva fare mostra della propria bravura.
Il monumento equestre di Cosimo I venne eseguito tra il 1587 e il 1599 su commissione del figlio Ferdinando I; occorsero dodici anni all'ormai anziano maestro per completare l'opera, compresi i bassorilievi del basamento che celebrano le gesta del granduca, ma alla fine l'opera riscosse un grande successo, tanto che nel 1602 egli iniziò a lavorare anche al monumento equestre di Ferdinando I, poi collocato in Piazza della Santissima Annunziata nel 1608.

## Le opere a soggetto religioso

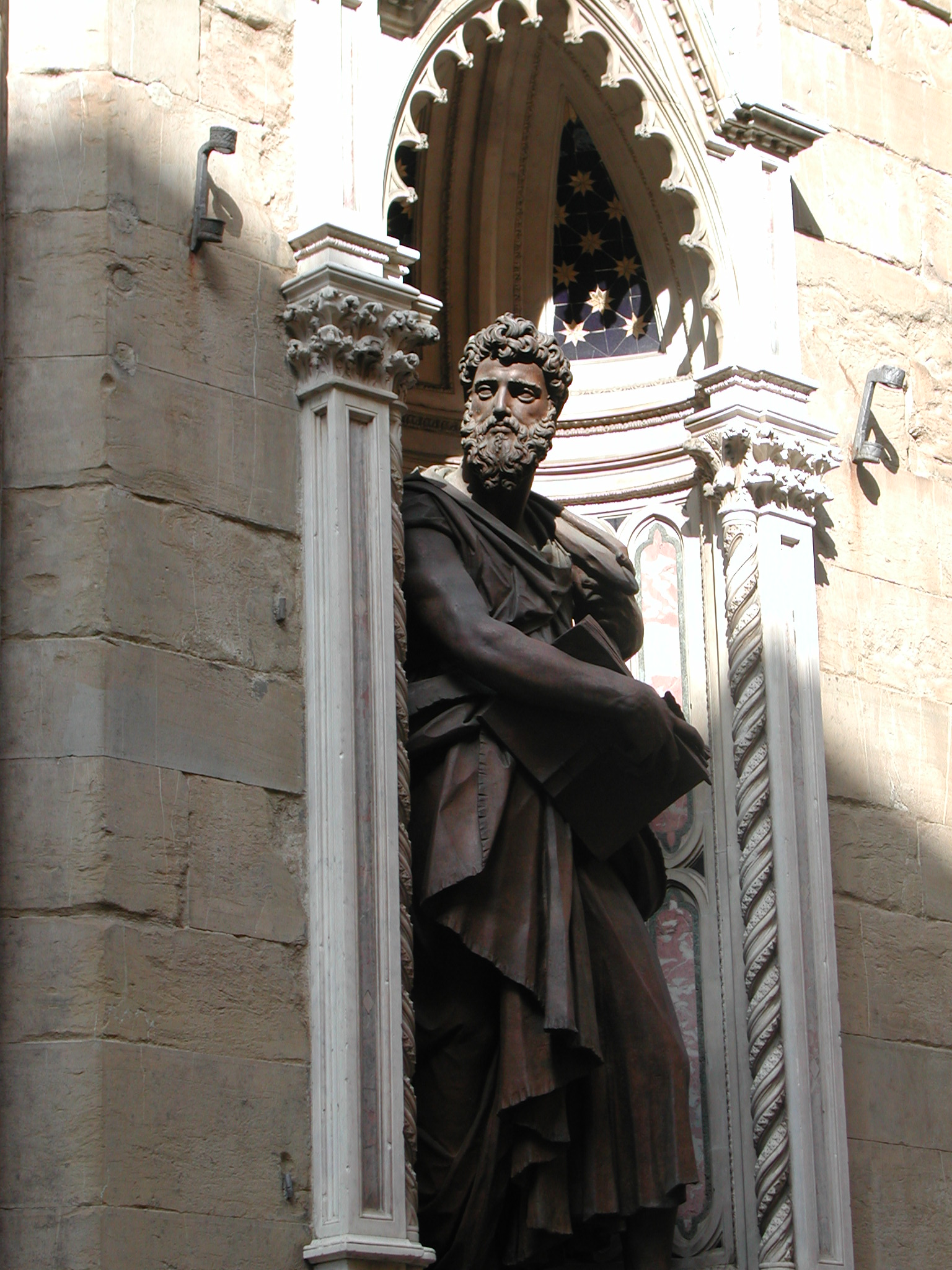
San Luca, chiesa di Orsanmichele

Verso la fine degli anni settanta del Cinquecento, Giambologna, ormai scultore affermato, decise di cimentarsi anche con il repertorio dell'arte sacra, che andava allineandosi ai nuovi dettami della Controriforma. Egli elaborò nuove formule decorative che ebbero molto successo anche fuori Firenze, come nell'altare della Libertà nella chiesa di San Martino a Lucca e la cappella Grimaldi nella distrutta chiesa di San Francesco di Castelletto a Genova per cui eseguì sei statue con le Virtù. Oggi queste si possono ammirare in via Balbi 5, nell'ex convento dei Gesuiti voluto dalla ricchissima famiglia Balbi. Lo stesso complesso, sede dell'Università successivamente all'epoca Napoleonica,  ospita dei bellissimi bassorilievi a soggetto religioso scolpiti da Giambologna, probabilmente a Firenze, per la famiglia Balbi, committente straordinario dell'artista fortemente legato alla corte Medicea.
La decorazione a carattere religioso più significativa, che egli condusse a Firenze, fu quella per la Cappella Salviati nella chiesa di San Marco che nel 1589, al termine dei lavori, accolse le spoglie del vescovo Antonino Pierozzi. La lavorazione delle sculture per la cappella genovese e quella fiorentina venne realizzata praticamente in parallelo, con la variazione dei materiali e dei soggetti rappresentati (in bronzo per la cappella Grimaldi e in marmo per la cappella Salviati); i marmi collocati nelle nicchie della Cappella Salviati vennero scolpiti da Pietro Francavilla, principale aiuto del Giambologna a Firenze.
Lo stesso schema decorativo venne poi impiegato dal Giambologna per la sua cappella funeraria nel coro della ss. Annunziata, in cui egli venne sepolto il 13 agosto 1608. Tra le ultime opere a carattere sacro realizzate da Giambologna a Firenze va infine ricordata la statua di San Luca, posta nella nicchia dell'Arte dei Giudici e Notai della chiesa di Orsanmichele, terminata nel 1602.

## Opere principali

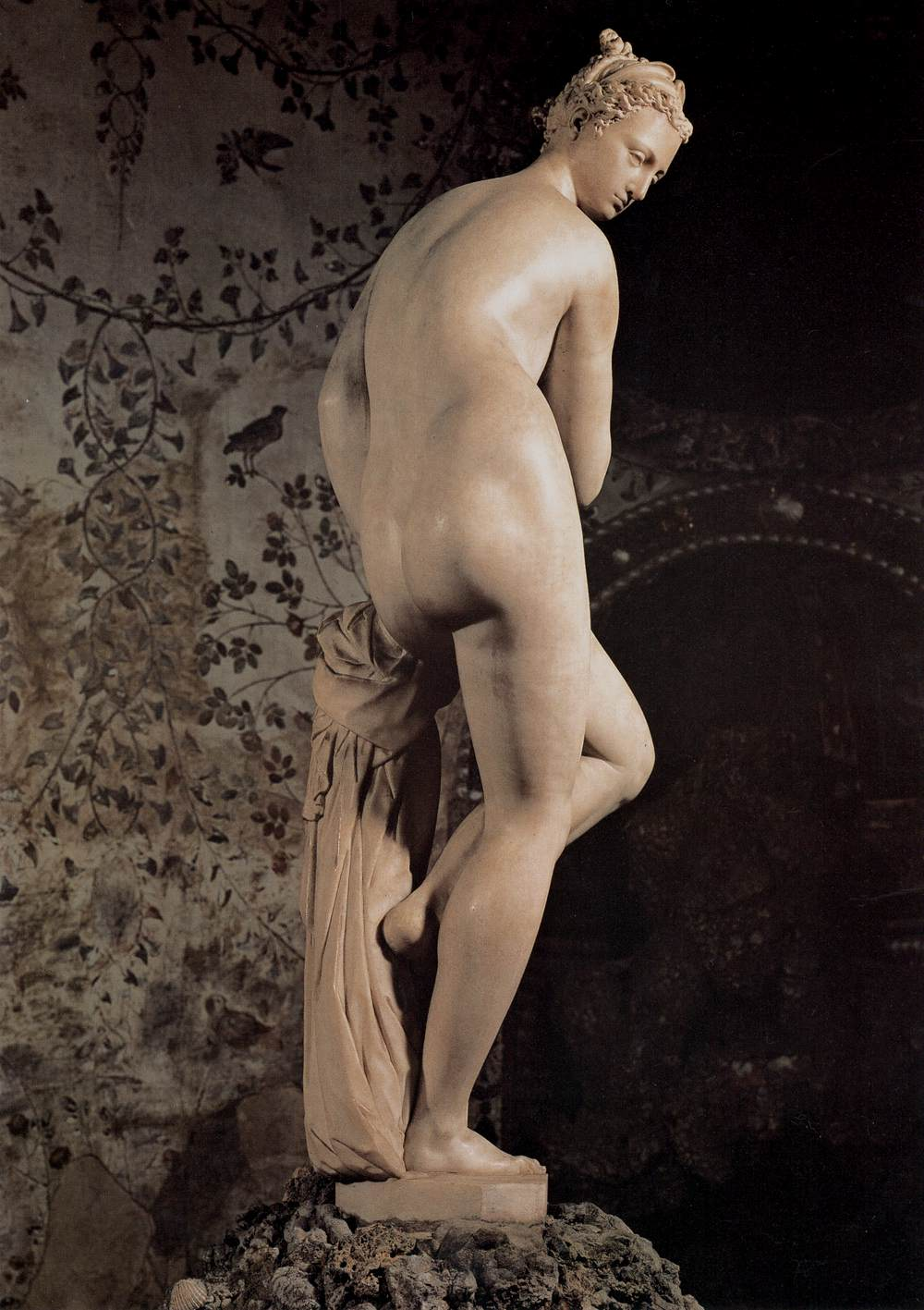
Venere, opera situata presso il Giardino di Boboli.

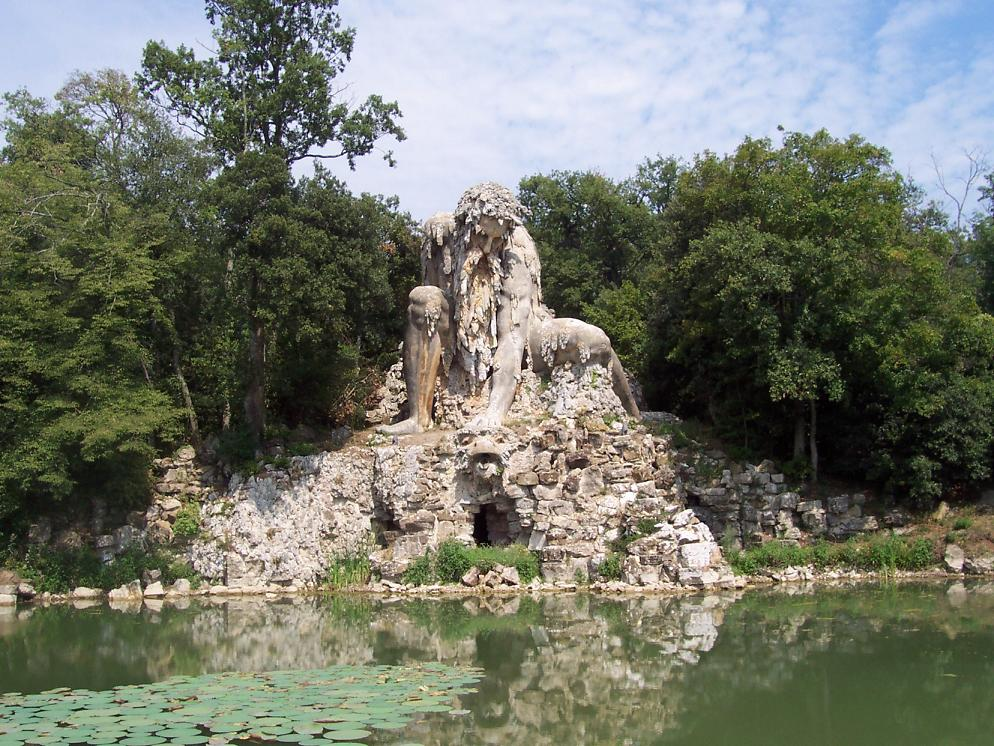
Colosso dell'Appennino, Vaglia, località Pratolino, Villa Demidoff, 1580 circa)

- Sansone e un Filisteo (Londra, Victoria and Albert Museum, 1562-67ca.)
- Mercurio (Bologna, Museo Civico Medievale, 1563);
- Fontana del Nettuno (Bologna, Piazza Maggiore, 1563-1566);
- Marte (New York, Hall and Knight, 1565-70);
- Tacchino (Firenze, Bargello);
- Scimmia (Parigi, Louvre, 1570);
- Psiche (cosiddetta Betsabea) - (Los Angeles, The J.Paul Getty Museum, 1571-73);
- Fata Morgana (coll. privata, 1573-1574);
- Ratto delle Sabine (Firenze, Loggia dei Lanzi, 1574-80);
- Fontana dell'Oceano (Firenze, 1575);
- Ninfa dormiente con satiro (Dresda, Staatliche Kunstsammlungen, 1575-80);
- Nesso e Deianira (Parigi, Louvre, 1576);
- Il ratto della Sabina (Napoli, Museo di Capodimonte, 1579);
- Storie della Passione (Genova, Palazzo dell'Università, 1579-90);
- Mercurio volante (Firenze, Museo Nazionale del Bargello, 1580);
- Mercurio (Parigi, Collection du duc de Brissac, Louvre);
- Mercurio (Vienna, Kunsthistorisches Museum);
- Colosso dell'Appennino, (Vaglia, località Pratolino, Villa Demidoff, 1580 circa);
- Il nano Morgante su un mostro marino (Firenze, Bargello, 1582);
- San Filippo (Firenze, San Marco, Cappella Salviati, 1579-1589);
- San Giovanni Battista (Firenze, San Marco, Cappella Salviati, 1579-1589);
- Statua equestre di Cosimo I de' Medici (Firenze, Piazza della Signoria, 1587-94);
- San Giovanni Battista (Firenze, Santa Maria degli Angiolini, 1588);
- San Giovanni Battista (Firenze, Santa Maria degli Angiolini, 1588);
- Statue di Virtù e Rilievi con la Passione di Cristo per la cappella Grimaldi in S. Francesco di Castelletto (Genova, Palazzo dell'Università, 1579-90);
- Toro (Amsterdam, Rijksmuseum, 1580-1600);
- Tritone (New York, Metropolitan Museum of Art)
- San Luca (Museo di Orsanmichele, Firenze, 1597-1602)
- Ercole e il Centauro Nesso (Firenze, Loggia dei Lanzi, 1599)
- Statua equestre di Ferdinando I de' Medici, 1602 - 1607 (terminato da Pietro Tacca)

## L'eredità di Giambologna
Il Giambologna fu il più importante scultore dell'epoca del manierismo e la grande lezione che lasciò nella città di Firenze fece sì che la sua maniera fosse seguita ben oltre la sua morte, rendendo vana qualsiasi concessione troppo originale a influenze esterne, come i fasti della stagione barocca romana. Fu solo con uno scultore formatosi a Roma, Giovan Battista Foggini, che in epoca ormai tarda si fece strada negli anni settanta del Seicento una cultura più barocca anche a Firenze.